# Lepidocyrtus paradoxus
Lepidocyrtus paradoxus е вид вилоскачка, срещаща се в голяма част от Северното полукълбо, включително и в България.

## Разпространение
Видът е с холарктично разпространение. Среща се в Канада, по-голямата част от Европа и на изток до Монголия.

## Местообитание и екология
Lepidocyrtus paradoxus е широко разпространен. Среща се в тревисти местности, на границата на горите, край езера. Намиран е сред мъхове и по гъби.

## Външен вид
Дължината на тялото е до 3 mm, целите са покрити с люспички. Тялото и коксите са тъмносини със сребрист отблясък, крачетата и отчасти антенките са жълти. Очното поле с 8 прости очички. Mезонотумът е характерно издаден конусовидно напред, над главата. Нарастването на мезонотума е алометрично, като при младите индивиди не е така силно изразен и тогава могат да се объркат с вида L. curvicollis.